# Glossosoma verdonum
Glossosoma verdonum är en nattsländeart som beskrevs av Ross 1938. Glossosoma verdonum ingår i släktet Glossosoma och familjen stenhusnattsländor. Inga underarter finns listade i Catalogue of Life.